# Ilhas de Mosana
Mosana refere-se a um par de ilhéis do atol de Vaitupu, do país de Tuvalu.